# Gabrielów (województwo łódzkie)
Gabrielów – wieś w Polsce położona w województwie łódzkim, w powiecie wieluńskim, w gminie Osjaków.
Liczy około 130 mieszkańców.
We wsi stoją dwa krzyże i dziewięć przydrożnych kapliczek, których twórcą jest Antoni Różewicz. Kapliczki są podziękowaniem Maryi i Jezusowi za przeżycie epidemii i szczęśliwy powrót z wojny. W Gabrielowie są także dwa stare, drewniane i domy.
W latach 1975–1998 miejscowość administracyjnie należała do województwa sieradzkiego.